# Малиновка (Колыванский район)
Малиновка — деревня в Колыванском районе Новосибирской области. Входит в состав Пихтовского сельсовета.

## География
Площадь деревни — 7 гектаров.

## Население
| 2002 | 2007 | 2010 |
| ---- | ---- | ---- |
| 6    | ↘5   | →5   |

## Инфраструктура
В деревне по данным на 2007 год отсутствует социальная инфраструктура.